# Orde van de Grote Leider en Belangrijke Strijder voor de Vrijheid
De Orde van de Grote Leider en Belangrijke Strijder voor de Vrijheid werd op door de regering van Zambia ingesteld.
De ridderorde wordt ook aan vooraanstaande vreemdelingen toegekend; zie de Lijst van ridderorden en onderscheidingen van maarschalk Tito.